# Place Justin-Godart
La place Justin-Godart est une voie située dans le quartier de Saint-Germain-des-Prés du 6e arrondissement de Paris.

## Situation et accès
La place Justin-Godart longe le quai Malaquais.

## Origine du nom

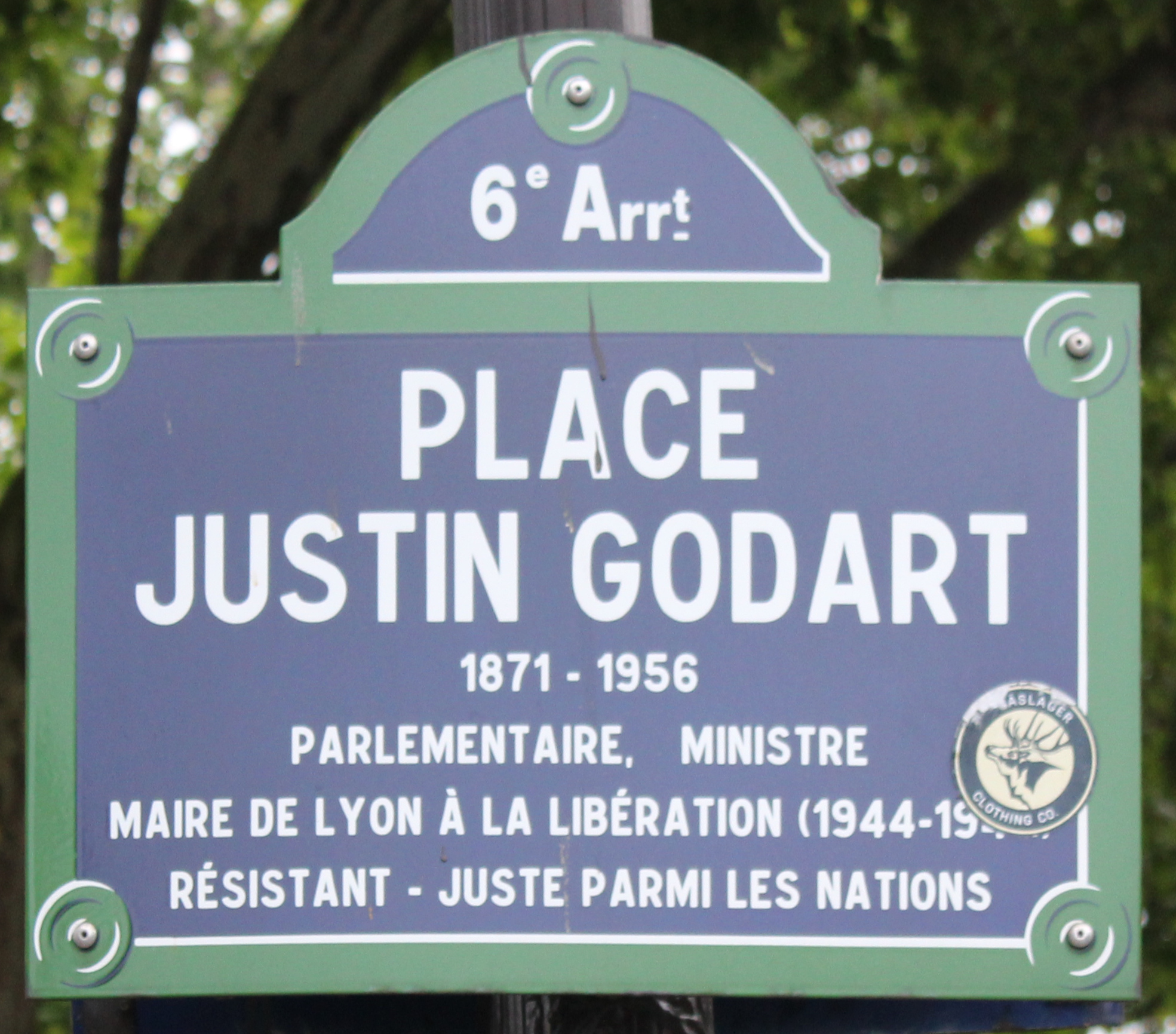
Plaque de la place.

La place porte le nom de l'homme politique français et résistant Justin Godart (1871-1956), reconnu l'année précédente « Juste parmi les nations », qui vécut de nombreuses années quai Voltaire, auquel l'espace qu'occupe la place a été emprunté.

## Historique
Cette voie est créée en tant que telle en 2005 sur l'espace des quais de Seine. Le changement est purement odonymique puisque l'espace n'est pas modifié. Elle a été inaugurée officiellement le 10 juin 2006.

## Bâtiments remarquables et lieux de mémoire
- La place donne sur le pont du Carrousel et surplombe le port des Saints-Pères où se situe la promenade Marceline-Loridan-Ivens.
- Les bouquinistes de bord de Seine.